# Lexie Grey
Alexandra Caroline Grey, más conocida como "Lexie" Grey fue personaje ficticio de la serie de televisión Grey's Anatomy, de la cadena ABC. El personaje es interpretado por Chyler Leigh y fue creado por Shonda Rhimes. Tras una breve aparición en los dos últimos capítulos de la tercera temporada, se une al elenco principal en la cuarta temporada como cirujana residente en el ficticio Seattle Grace Hospital, y fallece en el último capítulo de la octava temporada, al haber estado involucrada en un accidente aéreo.

## Historia
Lexie es la hija de Thatcher Grey y su segunda esposa Susan; tiene una hermana menor, Molly Grey Thompson y una hermana mayor, Meredith Grey, hija de la primera esposa de su padre. Estudió medicina en Harvard, Lexie iba a empezar sus prácticas como interna en Massachusetts pero la repentina muerte de su madre la hizo ir a Seattle Grace. Es conocida por su memoria fotográfica, que fue mencionada en la cuarta temporada cuando leyó los expedientes de los internos y memorizó todo lo que había leído; no sólo memoriza los diagnósticos, sino también el número, el día y la página del volumen donde lo ha leído, lo que la ha llevado a ser conocida como "Lexipedia", nombre que le pusieron Alex Karev y Cristina Yang.
La relación que tiene con Meredith Grey hace que Lexie pase más tiempo con los residentes y médicos tratantes cosa que la lleva a tener una relación con Mark Sloan.
En el último capítulo de la octava temporada Lexie muere después de haberse visto involucrada en un terrible accidente aéreo junto a Meredith, Cristina, Mark, Arizona y Derek.

## Historia del personaje

### Segunda temporada
Aunque no aparece, su hermana Molly la menciona cuando tiene que ser trasladada al Seattle Grace durante su embarazo porque su bebé necesita ser intervenido. Meredith se entera de que realmente su padre está casado y que tiene otra media hermana, Lexie.

### Tercera temporada
Su madre menciona que Thatcher (su padre) está visitando a Lexie en su universidad. Aparece en el penúltimo episodio de la temporada, en el que conoce a Derek Shepherd en el bar de Joe's; su madre acababa de fallecer. En el final de temporada, Derek confiesa a Meredith que ha conocido a otra mujer (aunque no especifica quién) y cuando ella le pregunta si debe preocuparse, él confirma sus temores afirmando que ha sido el punto culminante en su semana. Más tarde haría su aparición como interna en el hospital Seattle Grace cuando se presenta a George quien se da cuenta de su parentesco con Meredith.

### Cuarta temporada
Lexie es asignada como interna de Cristina Yang, la cual la llama Nº 3 o Lexiepedia y ya nota ciertas similitudes con su hermana. Lexie intenta conocer a Meredith en varias ocasiones, pero ella no quiere saber nada, porque ve la vida de Lexie como hubiera podido ser la suya si su padre no hubiese abandonado a ella y a su madre. No es hasta que se sienta con ella para explicarle las causas de la muerte de su madre cuando aparece una pequeña intención de amistad.
Lexie aprende con George O'Malley, que está repitiendo su año de interno, y en vez de desarrollar su relación con los otros internos, lo hacen con Meredith y Callie. Además, ha tenido algún encuentro sexual casual con Alex Karev, hasta que se enfada con él porque aún está enamorado de Isobel Stevens, quien cree que aún son pareja. Sin embargo, Lexie establece un vínculo con un paciente llamado Nick, quien admite que le gusta Lexie, pero que finalmente muere mientras ella le cuida, lo que la deja destrozada. Es por ello que Meredith pasa la noche con ella y decide arreglar su relación entre ellas. 
Al final de la cuarta temporada, Lexie y George se besan, aunque no queda muy claro si como amigos o como algo más.

### Quinta temporada
En la quinta temporada Lexie demuestra que se ha enamorado de George. Mark Sloan lo nota, pero ve que ella no lo admite, lo que lo lleva a bromear con ella sobre ese tema constantemente; así consigue que George crea que se acuestan juntos.
Gracias a su memoria fotográfica, diagnóstica a un paciente correctamente lo que sorprende a Cristina, quien acaba revelando su pequeño secreto, por lo que la llama "Lexipedia".
Lexie ayuda a estudiar a George para su examen de interno para ser residente y cuando finalmente lo aprueba, y parece que le presta más atención, Lexie descubre que no ha tenido la decencia de pedirla como su interna a lo cual ella le responde: "Que te jodan, doctor O'Malley". Lexie decide olvidar a O'Malley, y aunque hacen las paces, ella le oculta sus sentimientos.
Aparece una nueva interna, Sadie, con quien desarrollará una amistad.
La "pequeña Grey", como le dice Mark, es la única que ve a Mark diferente de como le ven los demás y no tiene miedo a decírselo. Un día en el bar de Joe´s se encuentran y Mark queda impresionado por su memoria fotográfica lo que le hace pensar en ella.
Meredith y Derek notan el acercamiento de Mark a Lexie, algo que le desagrada a Meredith por la reputación de Mark, por lo que ella le pide a Derek que le diga a Mark que se aleje de ella, y él lo intenta ya que no quiere perder su amistad de nuevo por lo que intenta distraerse con Callie para olvidarse de ella, pero esto no da resultado ya que una noche Lexie va al hotel donde se hospeda Mark y con la frase "ENSÉÑAME" empiezan una relación secreta. Su relación sexual se prolonga aunque en el hospital Mark lo niega para evitar el enfado con Derek. Más adelante, Lexie le recrimina a Mark por qué no pueden presentarse como una pareja y él se siente presionado para contárselo a Derek.
Pero un día, cuando Derek sufre un cuestionamiento de sus habilidades quirúrgicas él le confiesa que está con ella y que van en serio y están felices, lo que provoca una pelea y que vuelva a aflorar la tensión entre ellos. Ella intenta que Derek y Mark hablen para arreglarlo, pero Derek se niega y Lexie se enoja tanto que empieza a comer compulsivamente en exceso hasta que decidan reconciliarse.
Su relación comienza formalmente cuando Thatcher (padre de Lexie y Meredith) llega de nuevo a Seattle para redimirse con sus hijas, Lexie le comenta esto a Mark y la posibilidad de presentárselo a su padre a lo que él se niega ya que cuando era joven no tuvo buenas experiencias ya que él creía que no les caía bien a los padres mucho menos sí su padre sabía que él era mayor que ella, pero finalmente accede y llega al restaurante donde ellos estaban cenando. 
En el final de temporada, Mark piensa en comprar una casa y pedirle a Lexie que vaya a vivir con él, pero ella no cree que sea un buen momento; esto afecta a Mark, pero sigue un consejo de un paciente de comprarse la casa de todos modos y hacer creer a Lexie que él sigue adelante.

### Sexta temporada
A pesar de su discusión (en la quinta temporada), Mark y Lexie parecen haber hecho las paces cuando llegan noticias sobre la muerte de George. Mark se traslada a su propio apartamento al lado de Callie, lo que visiblemente molesta Lexie. Mark le pide a Lexie varias veces que vaya a vivir con él o al menos obtener su propio cajón, pero ella sigue negándose hasta que finalmente, después de una conversación tranquilizadora con Callie felizmente se muda con Mark.
La fusión con Mercy West Hospital provoca que tres cuartas partes de sus compañeros sean expulsados del programa de cirugía del Seattle Grace, pero por suerte ella de momento está a salvo.
En esta temporada aparece de nuevo su padre, y el de Meredith, Thatcher Grey, cuyo hígado está dañado por su alcoholismo y necesita un trasplante; pero como Thatcher no ha estado sobrio el tiempo necesario para acceder a un trasplante, no puede ser puesto en la lista todavía, así que Lexie se ofrece como donante lo cual molesta a Mark ya que ella no cuenta con su opinión. Al hacerse las pruebas, ve que no es compatible, pero Meredith sí, por lo que le ruega que sea ella la donante. Meredith se rinde, pero le deja en claro a Thacther que está haciendo esto por su hermana Lexie, no por él. 
A mitad de temporada sorprende la llegada repentina de Sloan Riley, quien afirma ser hija de Mark, cosa que se demuestra en las pruebas de paternidad. Ella se va a vivir con Mark y Lexie, porque no tiene donde ir ya que su madre la sacó de su casa y les revela que está embarazada. El bebé no está bien, así que Mark decide ir con Sloan a Los Ángeles para ver a Addison para que los ayude. Lexie se enfada por la decisión de Mark de que Sloan tenga a su bebé junto a él y se convierta en parte de la familia ya que él no pide su opinión para este paso tan importante. Mark trata de convencerla y le pide que no le haga elegir entre ella y sus hijos o Sloan porque él elegirá a su hija así que ella decide terminar su relación.
Lexie vuelve a vivir con Meredith y Derek; Alex también vive con ellos, y terminan teniendo relaciones sexuales. Cuando Mark regresa, Lexie se lamenta por lo sucedido con Alex, y al conocer de la aventura que Mark ha tenido con Addison en Los Ángeles, decide contarle lo que pasó con Alex pero Mark no la perdona. Días más tarde, Mark se niega a hablar con Lexie y Callie le regaña por el trato hacia Lexie, ya que ella no es la única que se acostó con alguien 
Después, Lexie se molesta con Mark porque sigue tratando a Alex mal por haberse acostado con ella, sin embargo, cuando ella se entera de que Mark está saliendo con Teddy, se desmorona, mostrando claras señales de que ella todavía quiere a Mark. Sin embargo sigue adelante con Alex, que parece listo para divorciarse de Izzie y comenzar una relación seria con Lexie. Mark, por su parte, acaba engañando a Teddy y después le confiesa a Lexie que él todavía está enamorado de ella. Confundida, Lexie le dice que ella tiene un novio (refiriéndose a Alex), y él responde: "Lo sé. Estoy diciendo que podrías tener un esposo." Ella se va con un afectuoso Alex, pero está claro que es sacudida por la confesión de Mark.
Al final de la sexta temporada, un hombre (Gary Clark) se cuela en el hospital con una pistola para vengar la muerte de su mujer; Lexie es uno de los objetivos del tirador,(junto con Derek y Richard), por haber desconectado a su esposa, y es Mark quien la pone a salvo con los primeros disparos. Pero en su huida descubren a Alex inconsciente en un ascensor con una herida de bala y tienen que realizar una cirugía de urgencia, casi sin medios, en una sala de conferencias. Lexie se salva de nuevo de los disparos cuando va a por el material para intervenir a Alex, gracias a la intervención de la policía. Alex entra en un estado delirante debido a las heridas, en el que también cree ver a Izzie, y le dice a Lexie pensando que era Izzie que se alegra de que ella volviese con él. Lexie le dice a Alex que lo ama, y Mark la mira sin saber qué hacer, pero no está claro si realmente lo quiere o si ella lo dice para tratar de mantenerlo despierto hasta que llegue la ayuda. La temporada termina con ella y Alex en una sala de recuperación, ella tiene las manos de Alex y Mark desilusionado los mira de lejos.

### Séptima temporada
La temporada comienza con visitas al psicólogo que los está ayudando a superar el trauma del tiroteo, Lexie tiene problemas para acoplarse de nuevo después del tiroteo, lo que la hace tener un ataque de nervios por lo cual Alex la deja sola y Mark se hace cargo de ella llevándola a psiquiatría, por lo que él se molesta cuando el psicólogo decide darle la autorización para operar ya que él no cree que ella esté lista. Mark piensa en proponerle matrimonio a Lexie, pero Callie no está de acuerdo; así que él desiste y comienza a mirarla demasiado. Lexie cree que él piensa que ella está loca, pero April le hace ver que Mark está enamorado de ella y por esa razón no puede dejar de mirarla; así que Lexie decide ir al apartamento de Mark, pero se da cuenta de que él está entrando con Amelia (hermana de Derek), besándose, a su apartamento. 
Un día Mark le dice que la echa de menos, a lo que ella no responde; pero luego, Lexie lo busca ya que necesita su ayuda con un enfermero que la odia y no le deja hacer pruebas a su paciente. Lexie le pide que hable con él, pero Mark le pone una condición: que los dos salgan a tomar algo, a lo que ella accede, pero le pide secretamente a Jackson que los interrumpa. Al llegar Lexie al bar, le dice a Mark que esa cita le parece injusta para ella y para él porque ellos dos todavía están en dos puntos diferentes de su vidas, y Mark la besa por lo cual vuelven a estar juntos.
Después de varios días, Mark se entera de que Callie está embarazada, y el bebé es de él ya que una noche, después de que se fuera Arizona, ellos dos tuvieron relaciones sexuales estando borrachos. Cuando Mark le cuenta a Lexie que Callie está esperando un bebé de él, ella no reacciona bien y le responde: "No puedo creer que tú me hayas puesto en esta situación dos veces."

### Octava temporada
Lexie confundida y enojada por esta confesión de Callie hacia Mark decide terminar con él, con lo que Mark se muestra muy deprimido por esto pero decide seguir adelante aunque sigue teniendo sentimientos por Lexie. Lexie comienza a salir con Jackson Avery y esto pone celoso a Mark pero niega eso ya que su Residente y amigo Jackson muestra sentimientos por Lexie, Jackson a medida que avanza la relación con Lexie nota que Lexie sigue teniendo sentimientos por Mark así que decide dejarla. Mark se encuentra a Jackson en el elevador y le pregunta que si quiere que le pregunte a alguna amiga de Callie si quiere que salga con el pero éste dice que no y Mark le pregunta ¿Sigues enamorado de Lexie? Jackson afirma este sentimiento fuerte que tiene hacia ella.
Mark comienza a salir con una médica y esto pone celosa a Lexie pero finge no importarle. Al final de la temporada Lexie le confiesa a Derek Shepherd que sigue enamorada de Mark y este le dice que haga lo mejor para ella, Lexie va a ver a Mark y le confiesa que lo sigue amando. Mark se encuentra con Derek en el elevador y le dice que él tiene el mismo sentimiento hacia Lexie pero salía con otra persona, Mark confundido por esto trata de resistir no confesarle esto.
En el último episodio de esta temporada, sucede un accidente de avión y Mark ve que Lexie está a punto de morir y este le confiesa que nunca dejó de amarla y que ella sería una gran cirujano, que tendrían hijos y que era su destino que estuvieran juntos diciendo su famosa frase "we are meant to be". Lexie muere y mientras Mark esta con heridas graves estirado en el suelo junto a Arizona cuando parece que va a sobrevivir dice "Lexie me está esperando". Mark logra sobrevivir y termina su relación con su antigua novia Julia diciéndole: yo amo a Lexie, amaba y muere a los 30 días de ser internado por decisión propia. Pero antes le dice a Avery: si quieres a alguien, díselo, aunque te asuste que no sea lo correcto, aunque creas que te llevara problemas, dilo en voz alta" refiriéndose a Lexie (lo cual lleva consecuencias en el futuro).
Gracias a una demanda que hacen los que sufrieron el accidente aéreo contra el hospital cambian el nombre del hospital a Grey Sloan Memorial Hospital, en conmemoración a ellos dos.
- Datos: Q2467529